# 알리안사 FC

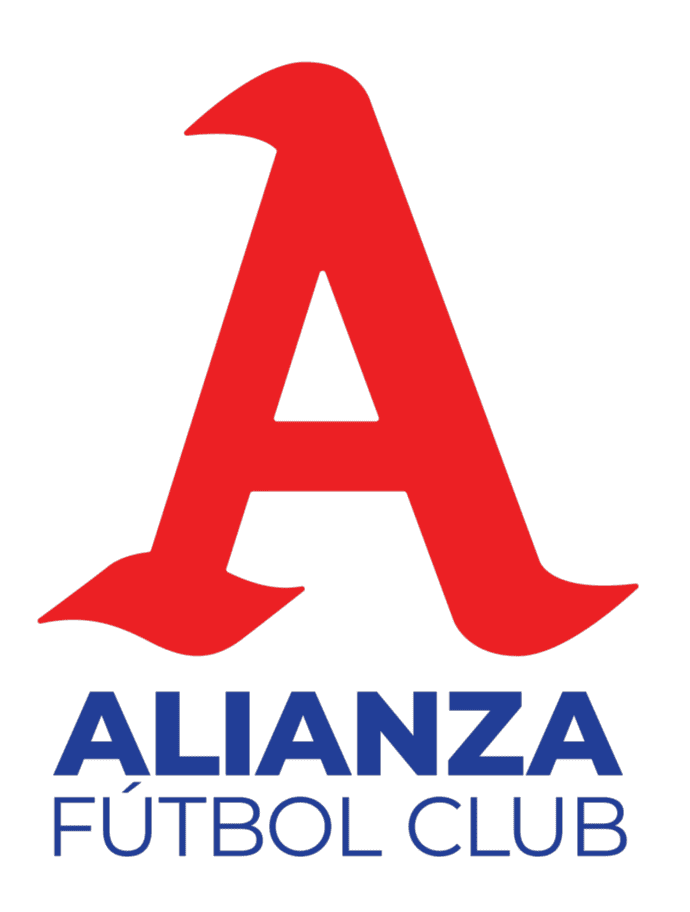

알리안사 FC (Alianza F.C.)는 엘살바도르의 수도 산살바도르를 연고지로 하는 엘살바도르의 명문 축구 클럽이다.

## 선수 명단

### 현역
참고: FIFA 자격 규정에 따라 소속된 국가대표팀 국기를 표시합니다. 선수는 복수의 FIFA 비회원국 국적을 가지고 있을 수 있습니다.
| 번호 | 포지션 | 국적       | 이름                |
| ---- | ------ | ---------- | ------------------- |
| 6    | MF     | 엘살바도르 | 나르시소 오레야나   |
| 7    | MF     | 우루과이   | 아니엘로 로드리게스 |
| 16   | DF     | 엘살바도르 | 헨리 로메로         |
| 25   | GK     | 엘살바도르 | 마리오 곤잘레스     |

| 번호 | 포지션 | 국적 | 이름 |
| ---- | ------ | ---- | ---- |

## 역대 감독
| 감독                       | 임기  |
| -------------------------- | ----- |
| 라울 마가냐                | 1980  |
| 카를로스 가르시아 칸타레로 | 2009  |
| 에두아르도 라라            | 2022~ |